# Gabriel Marques
Gabriel Marques de Andrade Pinto (Pedro Leopoldo, 1988. március 4. –) brazil labdarúgó, hátvéd.

## Pályafutása
2007–08-ban a Grêmio labdarúgója volt. 2009 és 2017 között az uruguayi River Plate csapatában szerepelt, de többször kölcsön adták. 2011-ben az uruguayi Nacional, 2012-ben az Athletico Paranaense, 2013-ban a Paraná Clube, 2015–2017 között az ecuadori Barcelona együttesében szerepelt kölcsönben. 2017 és 2021 között a Barcelona SC csapatában folytatta már leigazolt játékosként. 2022-ben az ecuadori Guayaquil City együttesében fejezte be az aktív játékot.

## Sikerei, díjai
Nacional
- Uruguayi bajnokság (Primera Division)
  - bajnok: 2010–11

 Barcelona SC
- Ecuadori bajnokság (Serie A)
  - bajnok: 2020